# Nabilar (Choucha)
Nabilar est un village de la région de Choucha en Azerbaïdjan.

## Histoire
En 1992-2020, Nabilar était sous le contrôle des forces armées arméniennes. En 2020, le village de Nabilar a été restitué sous le contrôle de l'Azerbaïdjan.